# Blague de pet

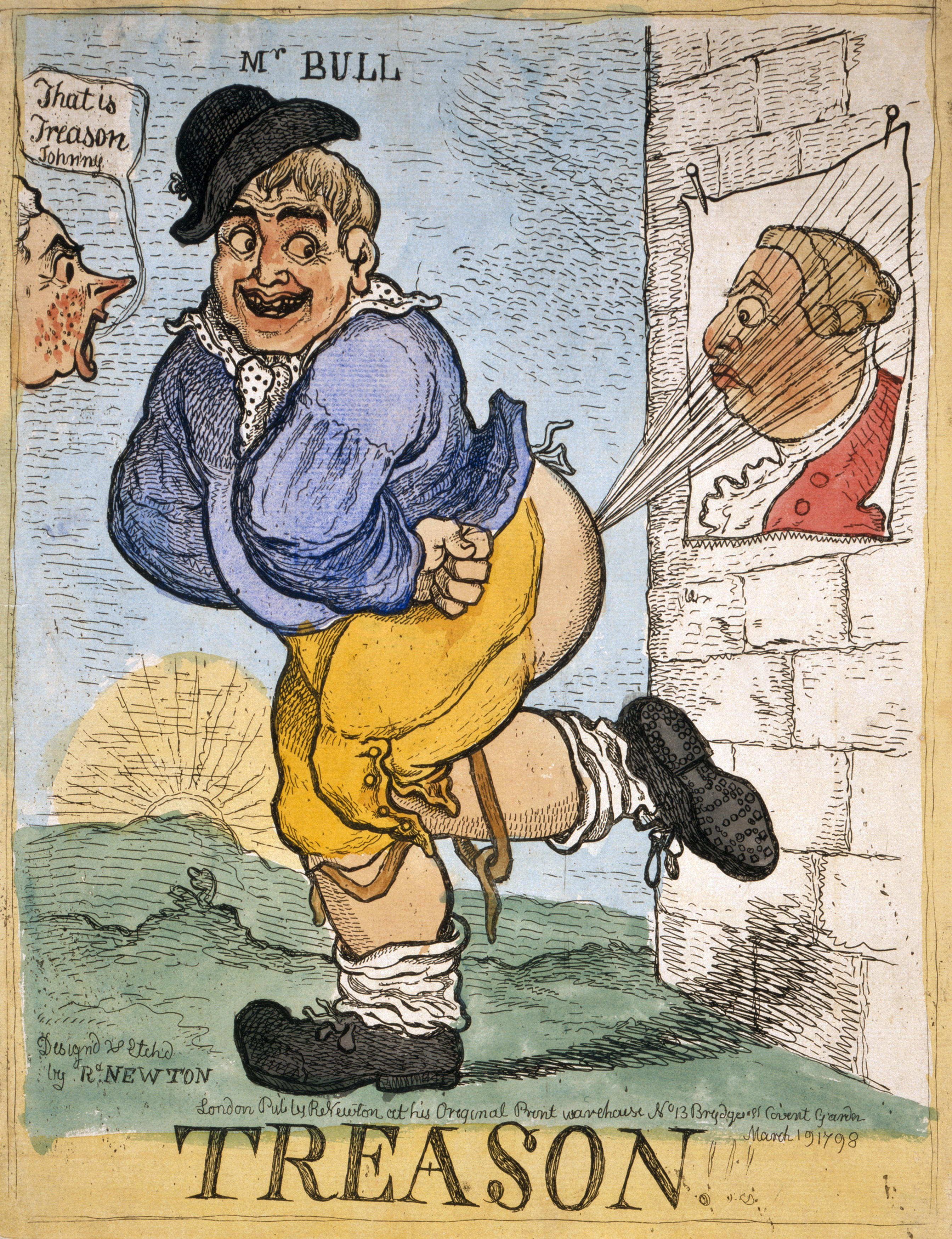
Poster où John Bull pète sur le portrait de George III et est accusé de trahison pour cet acte.

Une blague de pet est tout type de blague, de farce ou de tout autre humour décalé lié aux flatulences.
Même s’il est probable que l’humour provoqué par les flatulences ait longtemps été considéré comme drôle dans les cultures qui considèrent que l’émission de gaz en public est impoli, de telles blagues sont rarement écrites.

## Historique

### Antiquité
La blague la plus vieille du monde dont on ait retrouvé une écriture revient aux Sumériens et est datée de 1 900 av. J.-C. : « Quelque chose qui n’est plus arrivé depuis la nuit des temps; une jeune femme s’est retenue de péter sur les genoux de son mari,. ».
L'archéologue Warwick Ball affirme que l'empereur romain Héliogabale faisait des farces à ses invités en utilisant un appareil semblable à un coussin péteur lors des dîners.
Les pièces du Ve siècle av. J.-C. Les Chevaliers et Les Nuées, toutes deux d'Aristophane, contiennent de nombreuses blagues sur les pets.
Un autre exemple de l'époque classique est apparu dans Apocoloquintose ou La transformation de Claudius en citrouille, une satire attribuée à Sénèque sur le défunt empereur romain :
« At once he bubbled up the ghost, and there was an end to that shadow of a life…The last words he was heard to speak in this world were these. When he had made a great noise with that end of him which talked easiest, he cried out, "Oh dear, oh dear! I think I have made a mess of myself." »
« D'un coup le fantôme s’échappa dans un bruit de bulles, et ce fut la fin de cette ombre de vie... Les derniers mots que l'on entendit de lui furent ceux-ci. Alors qu'il venait de faire un grand bruit avec cette extrémité qui parlait le plus aisément, il s’écria: " oh! oh! je crois que je me suis mis dans la merde" »
Il explique plus tard qu'il est arrivé dans l'au-delà avec une citation d'Homère :
« "Breezes wafted me from Ilion unto the Ciconian land." »
« (traduction à vérifier) Les brises me portèrent depuis Ilion jusqu'au pays Circonien »

### Moyen-Âge
Le livre de blagues latin médiéval Facetiae de Poggio Bracciolini comprend six contes sur le pétage.
Au Moyen-Âge, les pétomanes de cour sont des ménestrels ou serviteurs comme les autres, dont l'art ressemble à celui des circassiens.
À partir du huitième siècle, un groupe de pétomanes irlandais, les braigetori, se produisent à la cour du roi d'Irlande.
Au douzième siècle, Roland le Péteur se produit comme ménestrel à la cour du roi Henri II, exécutant une danse et un pet à chaque repas de Noël. À la même époque, un conte japonais, Le roi des pets, mentionne un homme qui « essayait d'imiter le maître péteur mais qui s'est souillé à la place ».
Dans la version traduite des Contes des Mille et Une Nuits de Penguin, une histoire intitulée "Le pet historique" raconte l'histoire d'un homme qui fuit son pays à cause de l'embarras de péter à son mariage, pour revenir dix ans plus tard et découvrir que son pet était devenu si célèbre que les gens utilisaient l'anniversaire du fait pour dater d'autres événements. En apprenant cela, il s'est exclamé : "En vérité, mon pet est devenu un événement ! On s'en souviendra pour toujours !" Son embarras est tel qu'il retourne s'exiler en Inde. Un deuxième conte repose sur une histoire de pet.

### Entre la Renaissance et les révolutions
Au XIVe siècle, Geoffrey Chaucer utilise le pet pour piquer la prétention dans Le Conte du meunier et Le Conte de l'huissier d'église.
Les contes de François Rabelais sur Gargantua et Pantagruel sont remplis d'actes de flatulences. Au chapitre XXVII du deuxième livre, le géant Pantagruel pète. S'ensuit que « la terre trembla, neuf lieues à la ronde, duquel avec l'air corrompu, engendra plus que cinquante et trois mille petits hommes nains et contrefaits ».
Dans la même veine, Brief Lives de John Aubrey raconte ce qui suit à propos d'Edward de Vere, 17e comte d'Oxford : "Le comte d'Oxford, rendant obéissance à la reine Elizabeth, a laissé un pet, ce qui l'a tellement gêné et honteux qu'il est allé à Travell pendant 7 ans. À son retour chez lui, la reine l'a salué, aurait dit " Mon Seigneur, j'avais oublié le Pet."
En 1607, une ode composée en l'honneur d'un pet émis au Parlement britannique, The Censure of the Parliament Fart, est interdite de circulation. Elle est republiée en 2005.
Les pièces de William Shakespeare incluent plusieurs références humoristiques aux flatulences, dont celles d' Othello suivantes :
« CLOWN: Are these, I pray you, wind instruments?

FIRST MUSICIAN: Ay marry are they, sir.

CLOWN: O, thereby hangs a tail.

FIRST MUSICIAN: Whereby hangs a tail, sir?

CLOWN: Marry, sir, by many a wind instrument that I know. »
« (Clown: Est-ce que ce sont des instruments à vent ? Musicien: oui bien sûr -  C: Alors il faut leur accrocher une queue - M: pourquoi ça ? -  C: parce que plein d'instrument à vent de ma connaissance en ont!) »

### Temps des révolutions
Le dix-huitième siècle marque un tournant dans l'acceptation des excréments et des pets, alors que le concept de bon goût se durcit autour de conventions sociales rigides. Les pets deviennent alors une façon de distinguer les classes populaires, qui suivent leurs organes, et les classes aisées capables de se retenir et soucieuses de sentir bon.

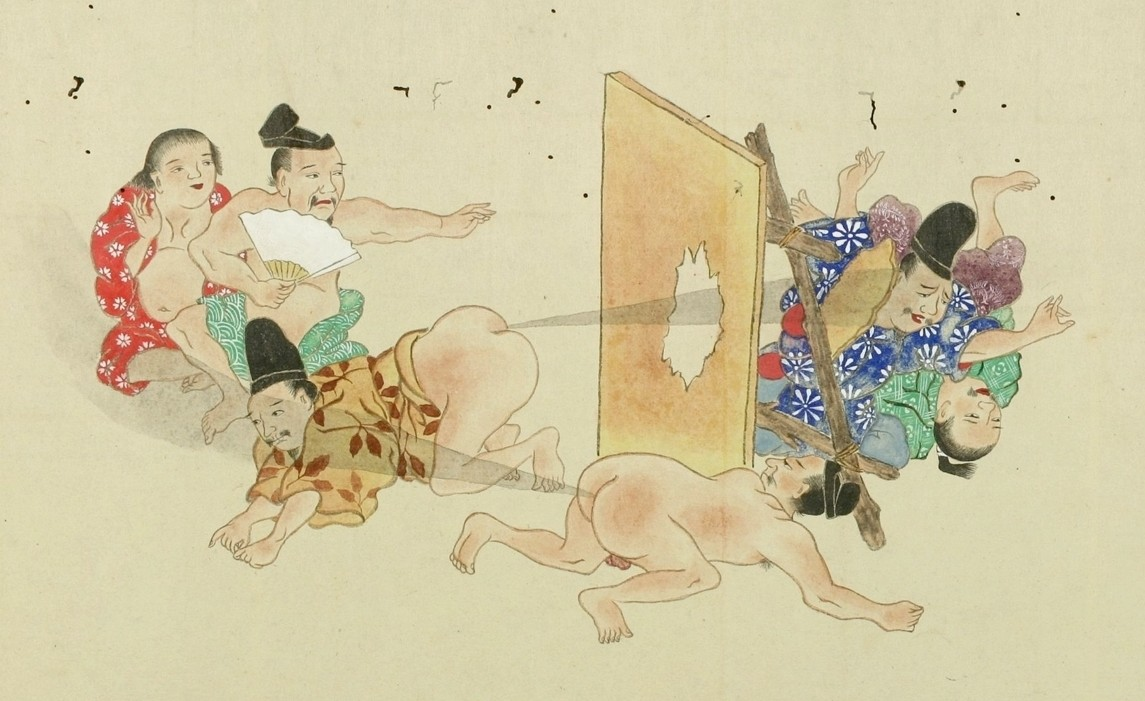
Concours de pets représenté sur le rouleau He-gassen de l'Université Waseda.

Cette pratique se retrouve partout dans le monde. Pendant l'ère Edo, on compte de nombreux spectacles vivants de rue à Tokyo. S'y produit un homme, Kirifuri-hanasaki-otoko, connu pour ses airs pétés en 1774.
En 1751, Pierre Thomas Nicolas Hurtaut publie L'Art de péter, une parodie d'ouvrage médical sous-titrée Essai théori-physique et méthodique à l'usage des personnes constipées, des personnes graves et austères, des dames mélancoliques et de tous ceux qui restent esclaves du préjugé.
Benjamin Franklin, dans sa lettre ouverte « Fart Proudly », propose de manière satirique que l'amélioration de l'odeur des pets devrait être un objectif majeur de l'académie royale des sciences.
Dans le premier chapitre de Moby-Dick d'Herman Melville, le narrateur déclare :
« ...I always go to sea as a sailor, because of the wholesome exercise and pure air of the fore-castle deck. For as in this world, head winds are far more prevalent than winds from astern (that is, if you never violate the Pythagorean maxim), so for the most part the Commodore on the quarter-deck gets his atmosphere at second hand from the sailors on the forecastle »
« ... quand je vais en mer c'est en simple marin, à cause du bon exercice et de l'air pur du pont avant. Parce que dans ce monde, les vents de face sont plus fréquents que ceux arrière (si du moins    vous ne violez pas maxime Pythagoricienne), en conséquence le Commodore sur le pont arrière reçoit l'air des marins du pont avant"... (NdT: maxime qui donne pour règle de ne pas manger de fayots.) »
Dans le faux journal intime 1601 de Mark Twain, publié en 1876, la reine Elisabeth raconte : « Jamais, en vérité, n'ai-je entendu de pareil pet au cours de mes soixante-huit années ». Cette phrase pose problème au moment de l'édition du livre.

### Ère moderne
En 1942, un gag avec un coussin péteur fait le succès du fim En route pour le Maroc.
En 2021, un canular sur Twitter voit l'essor du hashtag #XavierBertrandLeProuteur, dans lequel des utilisateurs de la plate-forme accusent le ministre Xavier Bertrand d'avoir pété dans des circonstances farfelues.

## Ressorts comiques
Le ressort comique de la blague de pet est que les flatulences sont un tabou dans de nombreuses sociétés. Dès le seizième siècle, les odeurs nauséabondes émises par les corps humains sont considérées comme indécentes, une règle qui se rigidifie au dix-neuvième siècle. Ainsi, l'humour sur les flatulences vient du décalage entre l'attente de contrôle de son propre corps et l'acte socialement inacceptable. Il est considéré comme vulgaire et peu raffiné.

### Moments inopportuns
La majeure partie de l'humour généré par un pet est son caractère inattendu.

### Déclarations inculpatoires
L'émission d'un pet implique un rituel d'affectation fréquemment utilisé pour décourager les autres de mentionner le pet ou pour transformer l'embarras de péter en un sujet agréable. L'astuce consiste à rejeter la faute sur quelqu'un d'autre, souvent par tromperie. Les Anglais ont de nombreux un jeu de rimes qui globalement signifient "celui qui l'a détecté l'a aussi émis".
Attribuer le blâme à un autre peut se retourner contre lui : une blague sur la royauté raconte qu'une reine, après avoir émis des flatulences, se tourna vers un page à proximité en s'exclamant : « Arthur, arrête ça ! » ; le page répond : « Oui, Votre Majesté. Dans quelle direction est-ce allé ? ».

### Performance

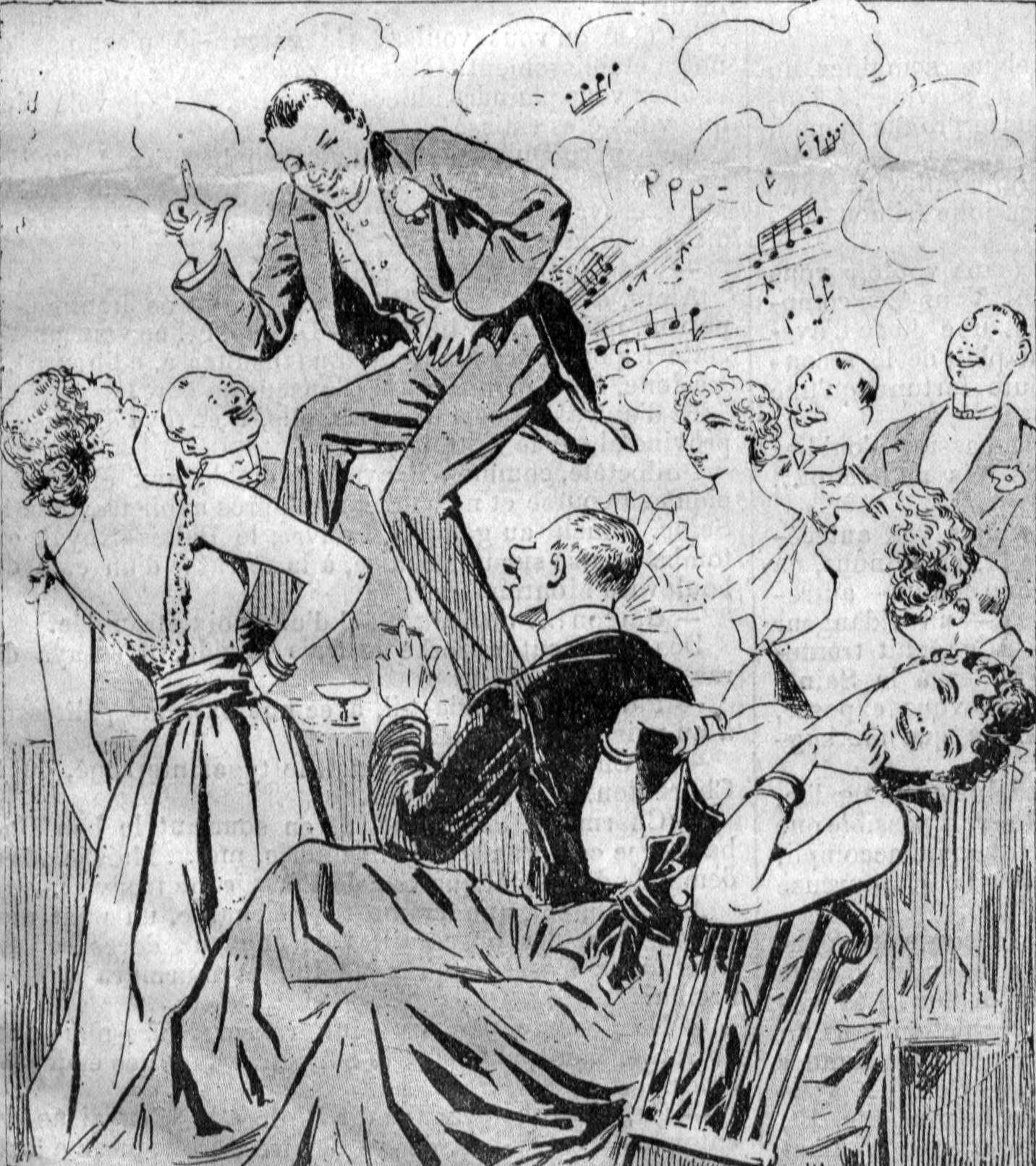
Un spectacle de Joseph Pujol au Moulin-Rouge, publié dans Paris qui rit en 1892.

Un pétomane est un comédien ou une personne travaillant dans le milieu du divertissement dont la caractéristique principale ou unique est sa capacité à lâcher des gaz d'une façon créative, musicale ou amusante[réf. souhaitée].
Joseph Pujol se produit en « concert » sous le nom de Le Pétomane à la fin du dix-neuvième siècle. Boulanger de profession et Marseillais d'origine, il maîtrise ses abdominaux au point qu'il peut contrôler la tonalité et le rythme de ses pets. En 1892, il se rend à Paris pour un concert d'une heure et demie au Moulin Rouge. Paul Oldfield, qui jouait sous le nom de Mr. Methane, joue un numéro similaire à partir de 1991.
Il existe un Championnat du monde de pet.

## Galerie d'œuvres d'art flatulentes médiévales
Ces images proviennent de manuscrits médiévaux des XIIIe et XIVe siècles.

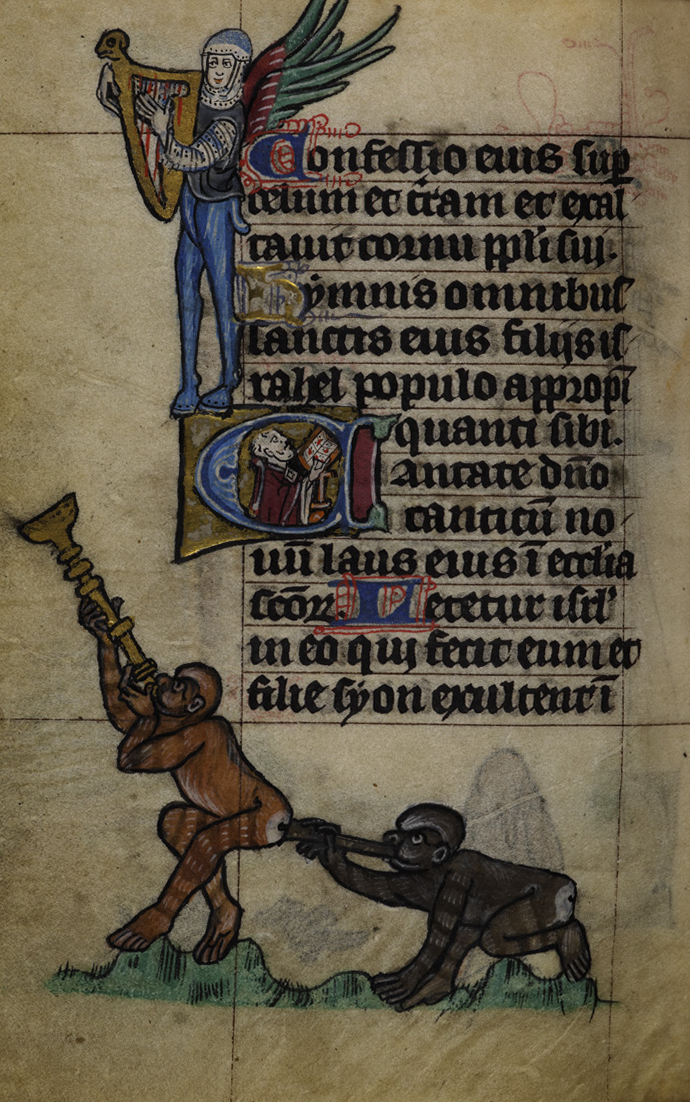
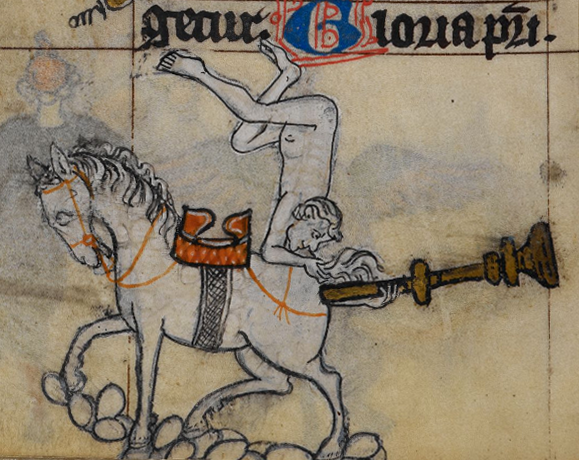
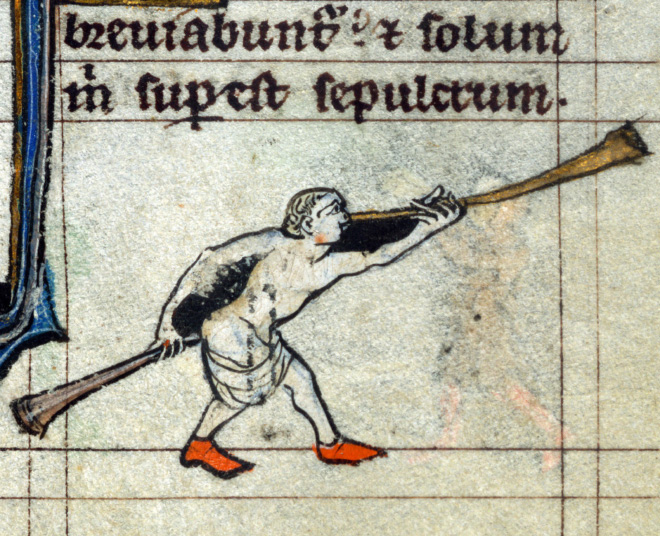
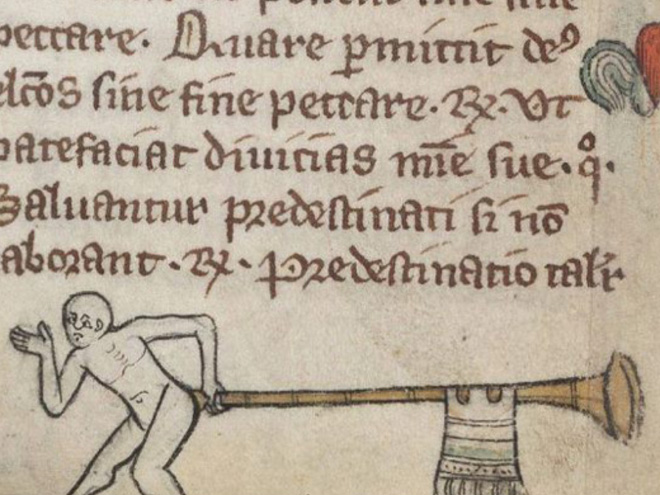
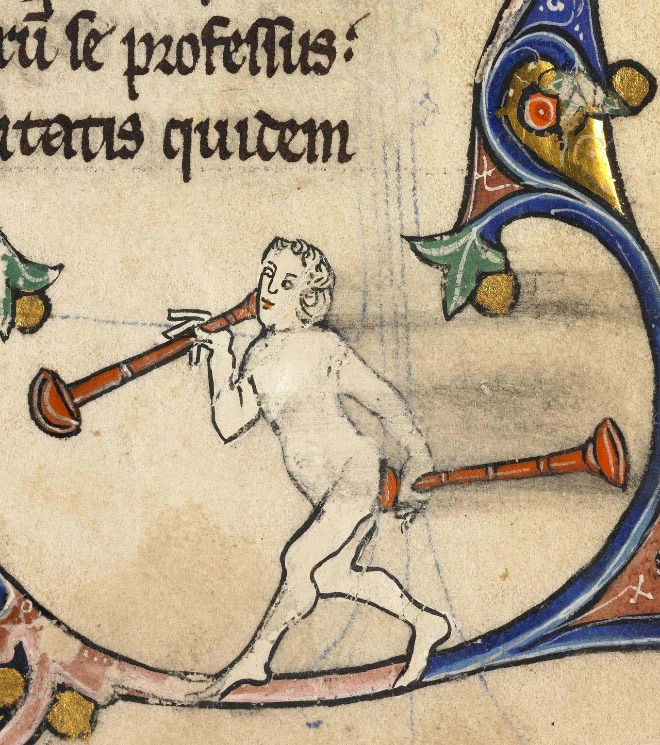
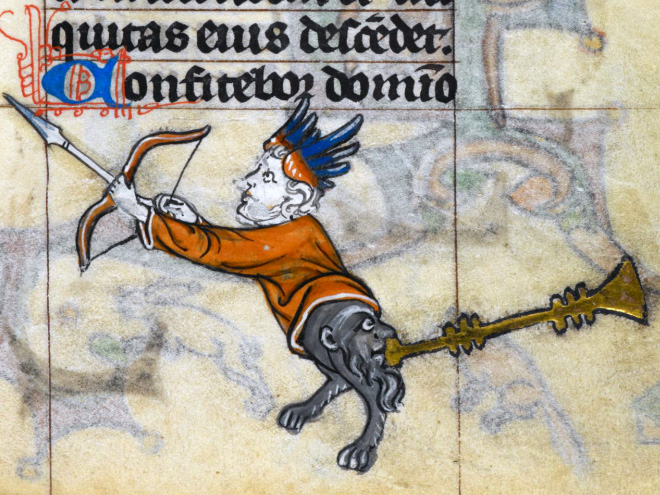
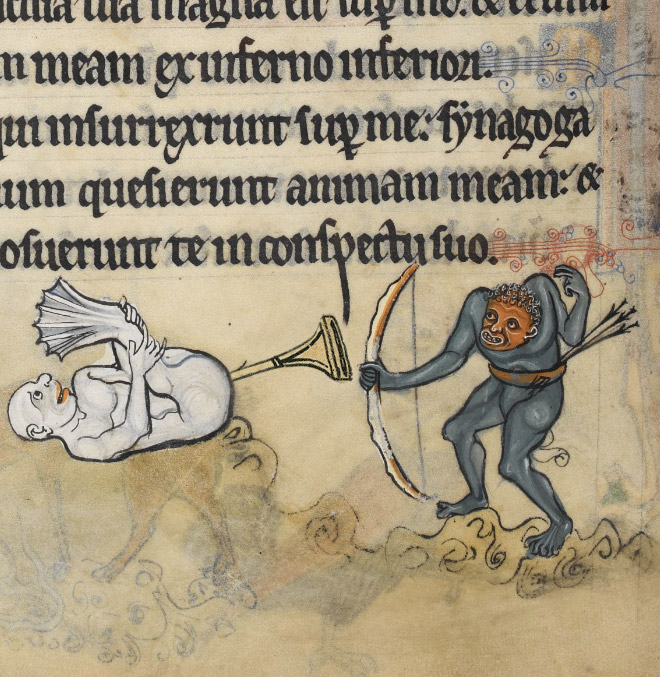